# Rietavas
Rietavas ( escoltar (?·pàg.)), situada a la vora del riu Jūra, és la capital del Municipi de Rietavas en el comtat de Telšiai (Lituània).
La ciutat és famosa per haver construït la primera central d'energia per produir electricitat a Lituània en 1892. La primera línia telefònica del país també va ser construïda aquí.

## Història

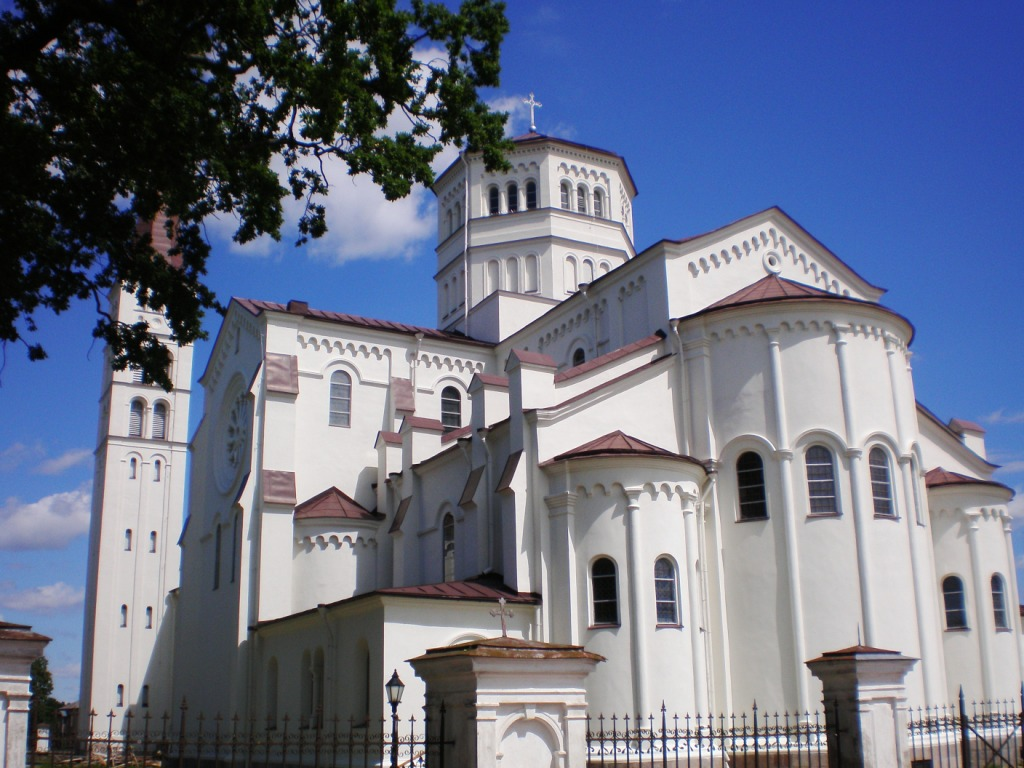
Església de Rietavas

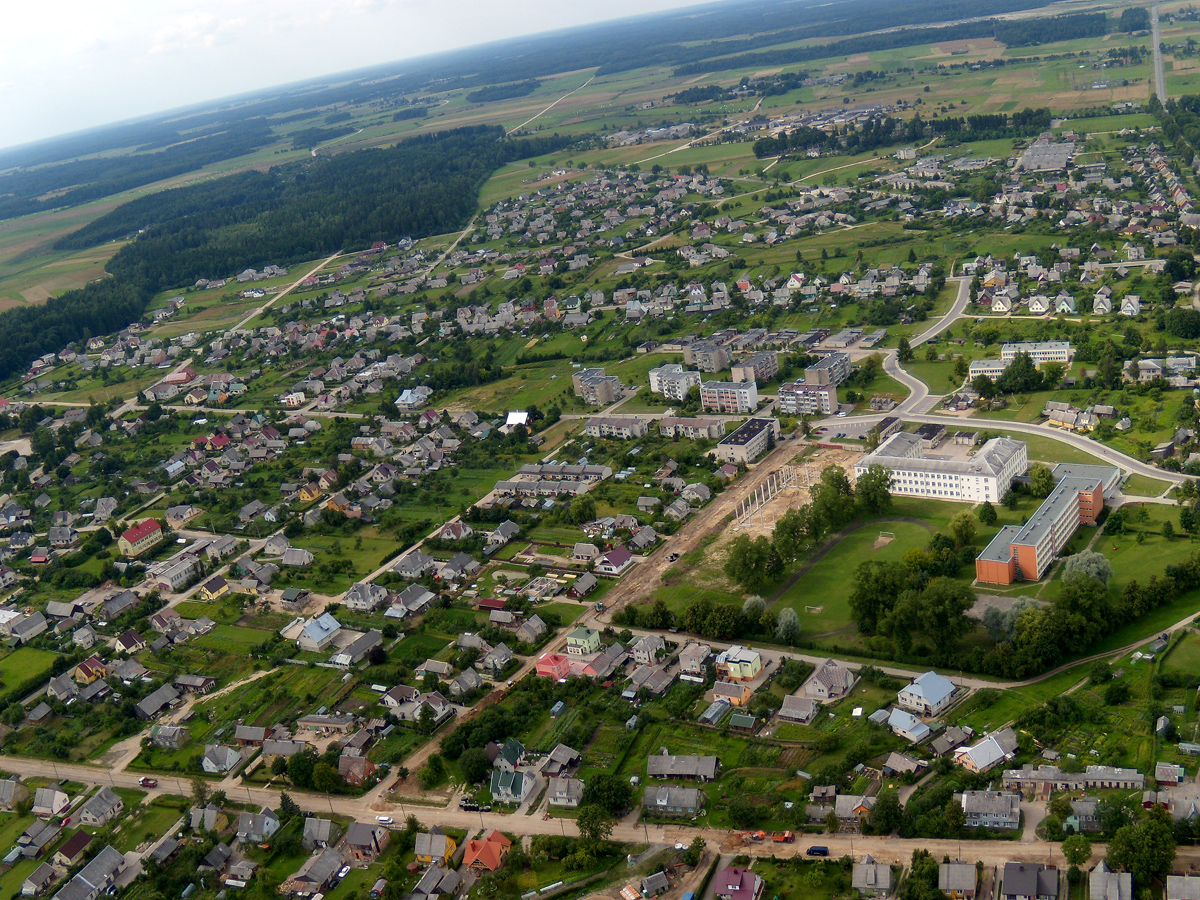
Vista de Rietavas

Rietavas va ser esmentada per primera vegada en fonts escrites al voltant de 1253. Durant l'edat mitjana va pertànyer a la terra de Ceklis. L'Antiga Rietavas va ser descrita el 1527. Des de 1533 Rietavas era coneguda com una ciutat, encara que els seus drets com tal no es van concedir fins al 1792. Durant els segles XIV i XV va ser un dels més importants centres de defensa de Samogítia i també una cruïlla de camins comercials.
El 1835 es va establir un hospital i quatre anys més tard una escola de la parròquia. El 1859 es va crear l'escola d'agricultura de Rietavas que es va tancar en 1863. El 1853 es va edificar l'actual església catòlica dedicada a Sant Miquel Arcàngel. La ciutat també va esdevenir un important centre de tecnologia progressista de l'època. El 1882 es va construir la primera línia telefònica a Lituània que connectava Rietavas i Plungė. El 1892 va començar a produir electricitat sent la primera estació d'energia del país. El 17 d'abril de 1892 a la Pasqua es van encendre els primers llums en el parc i l'església.
Durant el període d'entreguerres es van establir una biblioteca pública el 1928 i una sala de cinema el 1931. Després de la Segona Guerra Mundial, va esdevenir el centre del districte municipal fusionant-se amb Plungė el 1963 i va recuperar la seva posició de municipi l'any 2000.
L'escut d'armes de Rietavas va ser confirmat per decret del President el 1996.

## Ciutats agermanades
- Gulbene, Letònia
- Saerbeck, Alemanya